# Lékoko
Lékoko es un departamento de la provincia de Haut-Ogooué en Gabón. En octubre de 2013 presentaba una población censada de 4920 habitantes. Su chef-lieu es Bakoumba.
Se encuentra en la esquina suroccidental de la provincia y su territorio es fronterizo con la República del Congo.

## Subdivisiones
Contiene tres subdivisiones de tercer nivel (población en 2013):
- Comuna de Bakoumba (4045 habitantes)
- Cantón de Lébombi (619 habitantes)
- Cantón de Miagassa (256 habitantes)